# Percy Daniels
Percy Daniels (* 17. September 1840 in Woonsocket, Rhode Island; † 14. Februar 1916 in Bethany, Oklahoma) war ein US-amerikanischer Politiker. Zwischen 1893 und 1895 war er Vizegouverneur des Bundesstaates Kansas.
Über die Jugend und Schulausbildung von Percy Daniels ist nichts überliefert. Zu einem unbekannten Zeitpunkt kam er nach Kansas, wo er sich der Populist Party anschloss. 1892 wurde er an der Seite von Lorenzo D. Lewelling zum Vizegouverneur dieses Staates gewählt. Dieses Amt bekleidete er zwischen dem 9. Januar 1893 und dem 14. Januar 1895. Dabei war er Stellvertreter des Gouverneurs. Nach dem Ende seiner Zeit als Vizegouverneur verliert sich seine Spur wieder. Es wird in den Quellen nur noch angegeben, dass er am 14. Februar 1916 starb; über seinen Sterbeort gibt es widersprüchliche Angaben.